# Conus oishii
Conus oishii е вид охлюв от семейство Conidae. Видът не е застрашен от изчезване.

## Разпространение
Разпространен е в Индонезия (Малки Зондски острови), Провинции в КНР, Тайван и Япония.